# Gewone luzernekever
De gewone luzernekever (Hypera postica) is een kever behorend tot de familie van de snuitkevers. Hij leeft op soorten uit de vlinderbloemenfamilie. De larven leven vrij op de bladeren. De verpopping vindt plaats in een uit secreet vervaardigde witte, netvormige cocon tussen de bladeren. 

## Kenmerken
De bruingekleurde kevers zijn 4-5,3 mm lang. Het pronotum is bijna net zo lang als breed, met de grootste breedte rond het middelste niveau. Ze hebben een onmiskenbare brede, donkerbruin geschubde longitudinale band langs de hechting van de dekschilden, die meestal min of meer scherp als centrale band over het halsschild loopt. De ruimtes tussen de dekschilden zijn vaak bedekt met grote, donkere rastervlekken, vooral in de achterste helft.
De larven zijn geel, olijfbruin of lichtgroen van kleur met zwarte pinacula. Ze hebben meestal een lichte ruglijn. Het hoofdkapsel is donkerbruin tot zwart van kleur. De poten zijn slechts rudimentair.

## Levenswijze
De kevers en vooral de larven voeden zich bij voorkeur met luzerne (Medicago sativa) en worden daarom als ongedierte beschouwd. Andere soorten die  als waardplant worden gebruikt, zijn Astragalus, geitenruit (Galega officinalis), welriekende lathyrus (Lathyrus odoratus), hoornklaver (Lotus corniculatus), lupine (Lupinus), diverse soorten rupsklaver (Medicago), honingklaver (Melilotus), Onobrychis, klaver (Trifolium) en zoete erwten (Vicia).
De soort produceert één generatie per jaar, waarbij de larvale periode in het voorjaar plaatsvindt. De volwassen kevers overwinteren. De kevers die in het voorjaar verschijnen, voeden zich met de luzernebladeren en veroorzaken ronde, grote gaten. Later knagen de vrouwtjes gaten in de stengels van de waardplanten en leggen ze tot veertig eieren per plant. De jonge larven komen na één tot twee weken uit en voeden zich aanvankelijk met de stengels. Ze vertrekken later en voeden zich met de zich ontwikkelende knoppen en verse bladeren. Dit gebeurt vooral in de maanden mei en juni. De larven veroorzaken aanzienlijk meer schade aan gewassen dan de volwassen kevers. Eind juni/begin juli spinnen de larven met behulp van een afscheiding een witte, roosterachtige cocon op de grond om zich te verpoppen. Na één tot twee weken verschijnt de nieuwe generatie kevers. Deze voeden zich een paar weken met de waardplanten voordat ze een diapauze nemen. In de late zomer of herfst worden de kevers weer actief.

## Verspreiding
De soort komt oorspronkelijk uit het Palearctisch gebied, van Europa tot Centraal-Azië. In Europa komt de soort vrijwel overal voor, ook op grotere hoogte in de Alpen. In het zuiden strekt het verspreidingsgebied zich uit tot Noord-Afrika en het Midden-Oosten. De soort is ook vertegenwoordigd op Madeira, de Azoren en de Canarische Eilanden. De soort werd geïntroduceerd in Noord-Amerika. De eerste waarneming stamt uit 1904 in Utah. In Canada kwam de eerste vondst in 1954 uit het zuidoosten van Alberta. De soort is nu geïntroduceerd in het Verre Oosten van Azië en andere delen van Azië. De soort werd voor het eerst gevonden in Japan in 1982.